# Roberto Gargiani
Roberto Gargiani (Poggio a Caiano, 3 settembre 1956) è uno storico dell'architettura italiano, professore presso l'Ecole Polytechnique Fédérale de Lausanne (EPFL).

## Biografia
Laureatosi in architettura nel 1983 presso la Facoltà di Architettura dell’Università degli Studi di Firenze, consegue il dottorato di ricerca presso la stessa istituzione nel 1992. È stato professore di storia dell’architettura presso l’École nationale supérieure d'architecture de Normandie (1994-97), l’Ecole d’Architecture, Ville et Territoires, Marne-la-Vallée, Parigi (1998-2000), e la Facoltà di Architettura dell’Università degli Studi Roma Tre (1998-2005). Dal 2005 è Professore presso l’Ecole Polytechnique Fédérale de Lausanne (EPFL) dove dirige il Laboratoire de Théorie et Histoire de l’Architecture 3 (LTH3) e dove ha ricoperto il ruolo di Direttore della Sezione di Architettura (2011-15) e degli Archivi del Moderno (2015-17).

## Attività di ricerca
Le sue prime ricerche, svolte negli anni Ottanta e Novanta, sono concentrate sull’architettura e sugli interni francesi del XX secolo, e sulle opere di Auguste Perret e della sua scuola e su quelle di Le Corbusier. Contemporaneamente ha avviato un progetto di storia della costruzione, che va dall’antichità all’epoca contemporanea, e che ha prodotto libri e saggi dedicati alla costruzione in pietra armata del colonnato del Louvre, ad opere come le biblioteche di Henri Labrouste, a temi come la questione della policromia analizzata per le sue implicazioni sul concetto di costruzione a vista e verità dei materiali, al principio del rivestimento studiato attraverso la teoria di Gottfried Semper e i suoi influssi sulle tecniche di rivestimento nell’architettura moderna. La medesima ricerca sulla storia della costruzione ha condotto alla produzione di raccolte di saggi da lui coordinati, scritti da vari specialisti e dedicati agli elementi costitutivi dell’architettura – colonna, solaio, piattabanda ecc. Alla metà degli anni Novanta ha intrapreso una ricerca incentrata sulle tecniche, i materiali e le strutture nell’architettura del rinascimento europeo e di cui un primo risultato è costituito dal libro sull’architettura italiana del Quattrocento. Nei primi anni del Duemila, intraprende anche ricerche sull’architettura contemporanea approdate a libri e mostre dedicati a Rem Koolhaas, Superstudio, e Archizoom Associati. Nel 2008, con l’ottenimento di un ERC Advanced Grant incentrato su “The surfaces of cement and reinforced concrete. A history of formwork and processing of the surface, 1870-2008”, inizia una vasta ricerca dedicata al calcestruzzo che lo porterà alla fondazione di una collana di libri (Treatise on Concrete), curata da EPFL Press, e alla pubblicazione di monografie. Queste ultime spaziano dallo studio dell’opera di alcuni protagonisti dell’architettura in calcestruzzo del XX secolo (Le Corbusier, Louis I. Kahn, Pier Luigi Nervi) a quello di periodi storici cruciali per la messa a punto di strutture in calcestruzzo (XVIII secolo) e arrivano a investigare il ruolo di questo materiale nell’arte del Novecento.

## Opere
- Valori primordiali e ideologici della materia, da Uncini a LeWitt. Sculture in calcestruzzo dal Novecento ad oggi, Aracne, Roma, 2018 (con A. Rosellini)
- Inside no-stop city: Parkings résidentiels et système climatique universel, Paris, B2, 2017, OCLC 1021284970.[6]
- (con A. Bologna), The Rhetoric of Pier Luigi Nervi. Concrete and Ferrocement Form, EPFL Press, Lausanne, Treatise on Concrete, 2016, OCLC 930255572.
- Louis I. Kahn, Exposed Concrete and Hollow Stones, 1949-1959, EPFL Press, Lausanne, Treatise on Concrete, 2014, OCLC 896942655.
- Concrete, from Archeology to Invention 1700-1769, EPFL Press, Lausanne, Treatise on Concrete, 2013[7][8]
- L’architrave, le plancher, la plate-forme. Nouvelle histoire de la construction, PPUR, Lausanne, 2012 (curatore)
- Le Corbusier: Béton Brut and Ineffable Space, 1940-1965, EPFL Press, Lausanne, 2011 (con A. Rosellini; traduzione tedesca, Edition Detail, Berlin, 2014), OCLC 777931007.
- Superstudio, Editori Laterza, Roma, Bari, 2010 (con B. Lampariello)
- Rem Koolhaas / OMA. The Construction of Merveilles, Presses polytechniques et universitaires romandes, Lausanne, 2008 (traduzione giapponese, Kajima Publishing, Tokyo, 2015)
- La colonne. Nouvelle histoire de la construction, PPUR, Lausanne, 2008 (curatore)[9]
- Archizoom Associati 1966-1974, dall'onda pop alla superficie neutra, Electa, Milano, 2007 (traduzione francese, 2007)
- Rem Koolhaas/OMA, Editori Laterza, Roma-Bari, 2006
- Principi e costruzione nell’architettura italiana del Quattrocento, Editori Laterza, Roma-Bari, 2003
- Idea e costruzione del Louvre. Parigi cruciale nell’architettura moderna europea, Alinea, Firenze, 1998
- Storia dell’architettura contemporanea, Editori Laterza, Roma-Bari, 1998 (con G. Fanelli; traduzione francese, PPUR, Lausanne, 2008)
- Il principio del rivestimento. Prolegomena a una storia dell’architettura contemporanea, Editori Laterza, Roma-Bari, 1994,(con G. Fanelli; traduzione spagnola, 1999)
- Auguste Perret, 1874-1954. Teoria e opere, Electa, Milano, 1993 (traduzione francese, Gallimard, Paris, 1994), OCLC 464476708.
- Ornamento o nudità. Gli interni della casa in Francia. 1918-1939, Editori Laterza, Roma-Bari, 1993 (con G. Fanelli)
- Auguste Perret, Editori Laterza, Roma-Bari, 1991 (con G. Fanelli)